# 約曼 (印第安納州)
約曼（英語：Yeoman）是一個位於美國印地安納州卡洛爾縣的城鎮。

## 地理
約曼的座標為40°40′05″N 86°43′25″W / 40.66806°N 86.72361°W，而該地的平均海拔高度為202米（即663英尺）。

## 人口
根據2010年美國人口普查的數據，約曼的面積為0.31平方千米，當中陸地面積為0.31平方千米，而水域面積為0.00平方千米。當地共有人口139人，而人口密度為每平方千米448人。